# キリン堂ホールディングス
株式会社キリン堂ホールディングス（キリンどうホールディングス、英: Kirindo Holdings Co., Ltd.）は、大阪府大阪市淀川区に本社を置く持株会社。また、中核子会社の株式会社キリン堂（キリンどう、英: Kirindo Co., Ltd.）は、同じく大阪府大阪市淀川区に本社を置きドラッグストアチェーンを展開する企業。

## 概要
近畿圏を中心に、東北・九州地域を除き、日本全国に386店舗（2022年2月28日現在）を展開する。日本チェーンドラッグストア協会正会員。
2006年には、ジェイドラッグ（旧キタムラグループ）、ニッショードラッグ（旧ニプログループ）を相次いで買収し、急速に店舗網を拡大した。2012年にはニッショードラッグがジェイドラッグを吸収合併、さらにキリン堂がニッショードラッグを吸収合併した。
ジェイドラッグは全店舗が香川県内にあったが、買収当時に8店舗あった店舗は、2017年8月31日に伏石店が閉店したのを最後に消滅した。なお香川県からは「キリン堂」ブランドも2019年までに全店舗を同業のレデイ薬局に売却して撤退している。
また2019年後半からは、ニッショードラッグ系の旧「サーバ」ブランドの店舗が「キリン堂」ブランドへ順次統一された。

## 沿革

### キリン堂設立後
- 1958年（昭和33年）3月 - キリン堂を設立（大阪市都島区善源寺町2丁目8番14号）[5]。薬局店舗営業と薬品製造業を目的とする。
- 2000年（平成12年）9月 - 大阪証券取引所市場2部に株式を上場。
- 2003年（平成15年）2月 - 東京証券取引所市場2部に株式を上場。
- 2004年（平成16年）3月1日 - 東京証券取引所市場1部に指定。
- 2007年（平成19年）
  - 1月 - 株式会社健美舎が、子会社の株式会社東洋メディコを吸収合併。
  - 8月 - 本社を大阪市淀川区へ移転。
- 2010年（平成22年）
  - 8月 - 医療分野及び介護事業におけるコンサルティング・マネージメントを行う株式会社ソシオン ヘルスケアマネージメントの株式を取得し、地域における医療提供施設としての機能強化と、小売事業における調剤部門の強化を図る。
  - 10月 - 物流の合理化を目的として物流センターを大阪府高槻市へ移転し「キリン堂高槻物流センター（略称:KRDC）」を開設。
- 2011年（平成23年）
  - 3月14日 - マツモトキヨシホールディングスとプライベートブランド商品の共同開発・相互供給に関する合意書を締結。
  - 3月22日 - 大阪証券取引所市場1部に指定。
- 2012年（平成24年）
  - 2月16日 - 子会社の株式会社ニッショードラッグが、同じく子会社であった株式会社ジェイドラッグを吸収合併。
  - 8月16日 - キリン堂が子会社の株式会社ニッショードラッグを吸収合併。

### キリン堂HD設立後
- 2014年（平成26年）
  - 1月 - 中国向け美容関連事業などを営む子会社3社を統括する持株会社「BEAUNET CORPORATION LIMITED」の株式を取得し、中国における事業展開の協業を推進する。
  - 8月18日 - キリン堂が単独株式移転を行い、完全親会社の株式会社キリン堂ホールディングス（旧法人）を設立[6]、持株会社制へ移行。これによりキリン堂に代わり、キリン堂ホールディングスが東京証券取引所市場1部に上場[6]。
- 2017年（平成29年）
  - 5月 - 株式会社メディカルトラストを買収。
  - 6月 - 調剤薬局の経営及びフランチャイズ展開を行うメディスンショップ・ジャパン株式会社を子会社化。
  - 7月 - 子会社の株式会社キリン堂が、同じく子会社であった株式会社メディカルトラスト及び有限会社共進薬局を吸収合併。
- 2018年（平成30年）
  - 12月 - 関西地区で調剤薬局を展開する有限会社わかばメディックスを子会社化。
- 2020年（令和2年）
  - 8月25日 - 株式会社BCJ-48（現：株式会社キリン堂ホールディングス）を設立[6]。
  - 9月10日 - MBOによる株式非公開化の方針を発表[7]。
  - 10月27日 - 株式会社BCJ-48によるキリン堂ホールディングスの株式公開買付けが成立[8]。
- 2021年（令和3年）
  - 1月6日 - 東京証券取引所市場1部上場廃止[9]。
  - 1月8日 - 株式併合により、株主が株式会社BCJ-48と寺西豊彦のみとなる。
  - 5月 - 株式会社BCJ-48が株式会社キリン堂ホールディングス（旧法人）を吸収合併、株式会社BCJ-48が株式会社キリン堂ホールディングスへ商号変更（現法人）[6]。

## 歴代社長
キリン堂社長
- 寺西忠幸：1958年 - 2003年
- 寺西豊彦：2003年 - 2009年
- 寺西忠幸：2009年 - 2012年
- 寺西豊彦：2012年 - 現職

キリン堂ホールディングス社長
- 寺西豊彦：2014年 - 現職

## 店舗の例

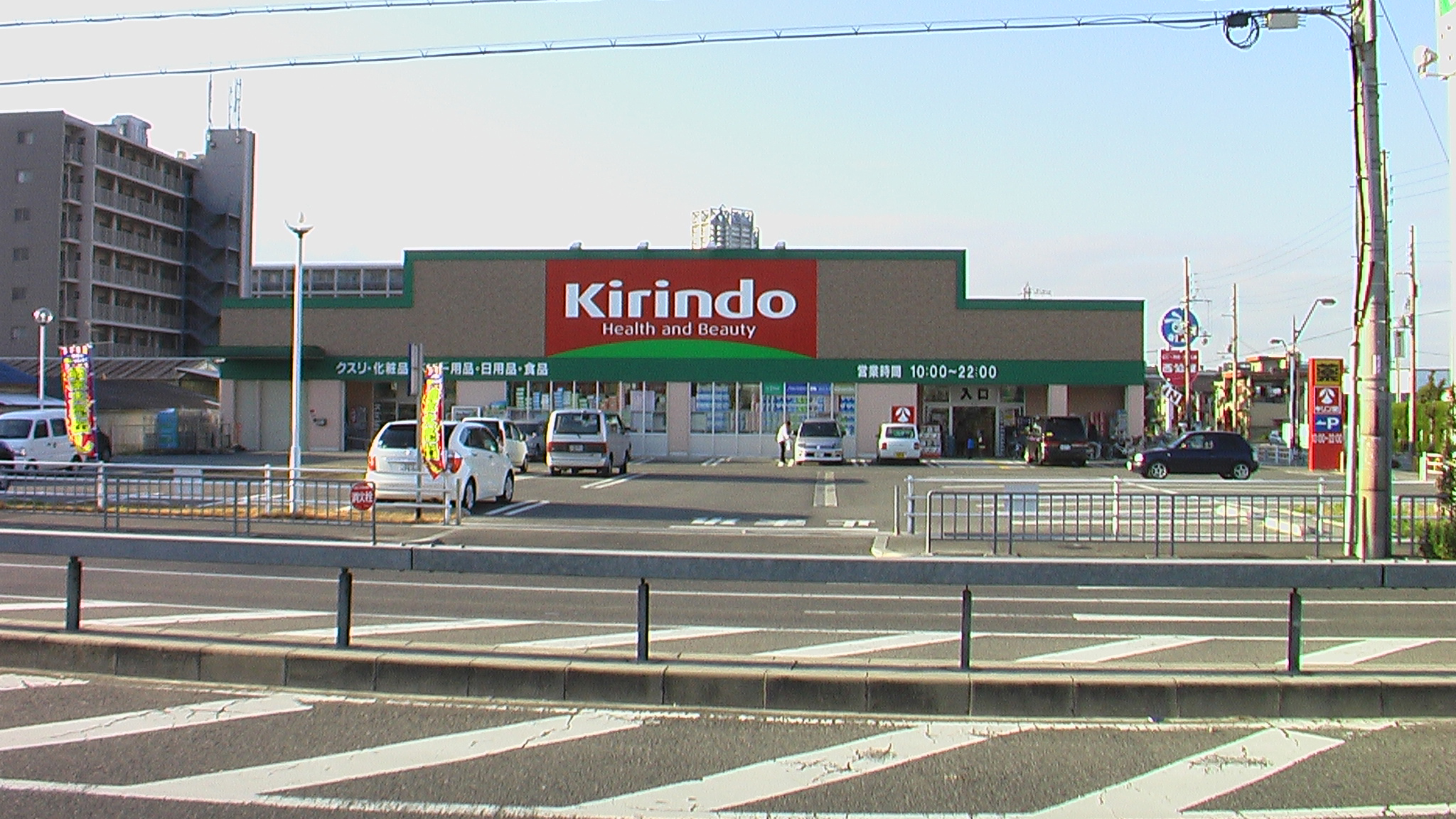
キリン堂 池浦店（大阪府泉大津市）
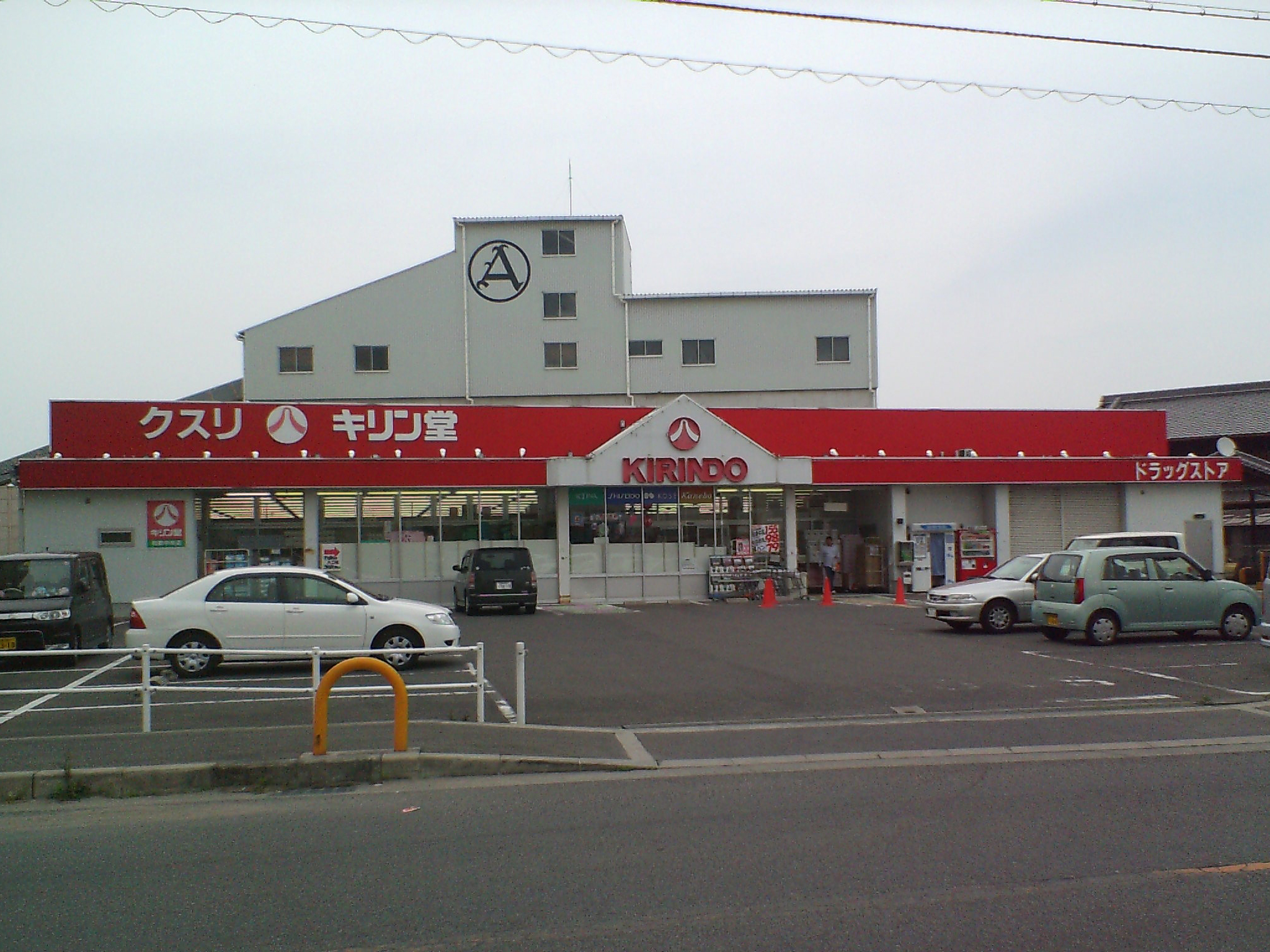
キリン堂 和泉中央店（大阪府和泉市）
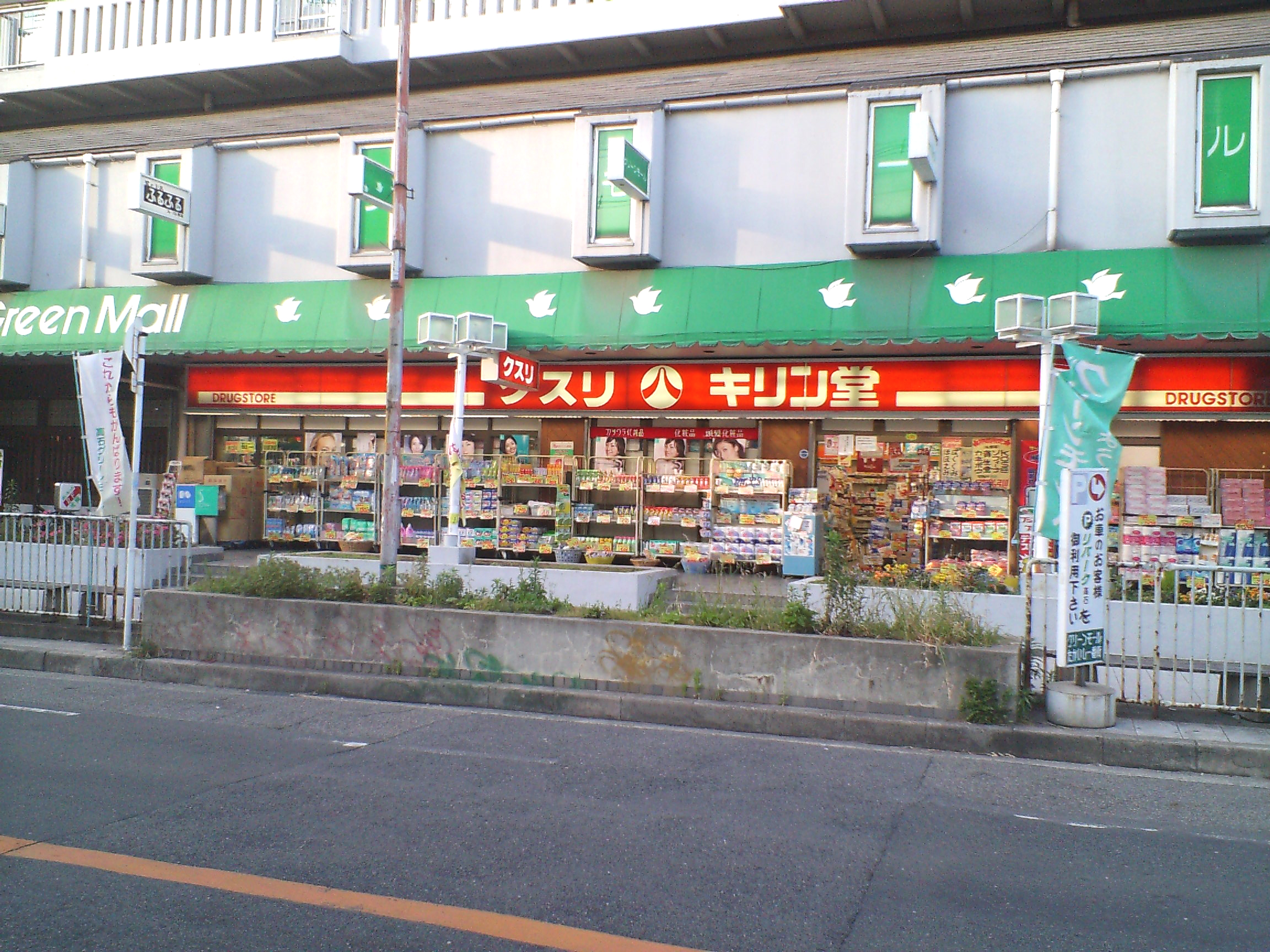
キリン堂 高石店（大阪府高石市）
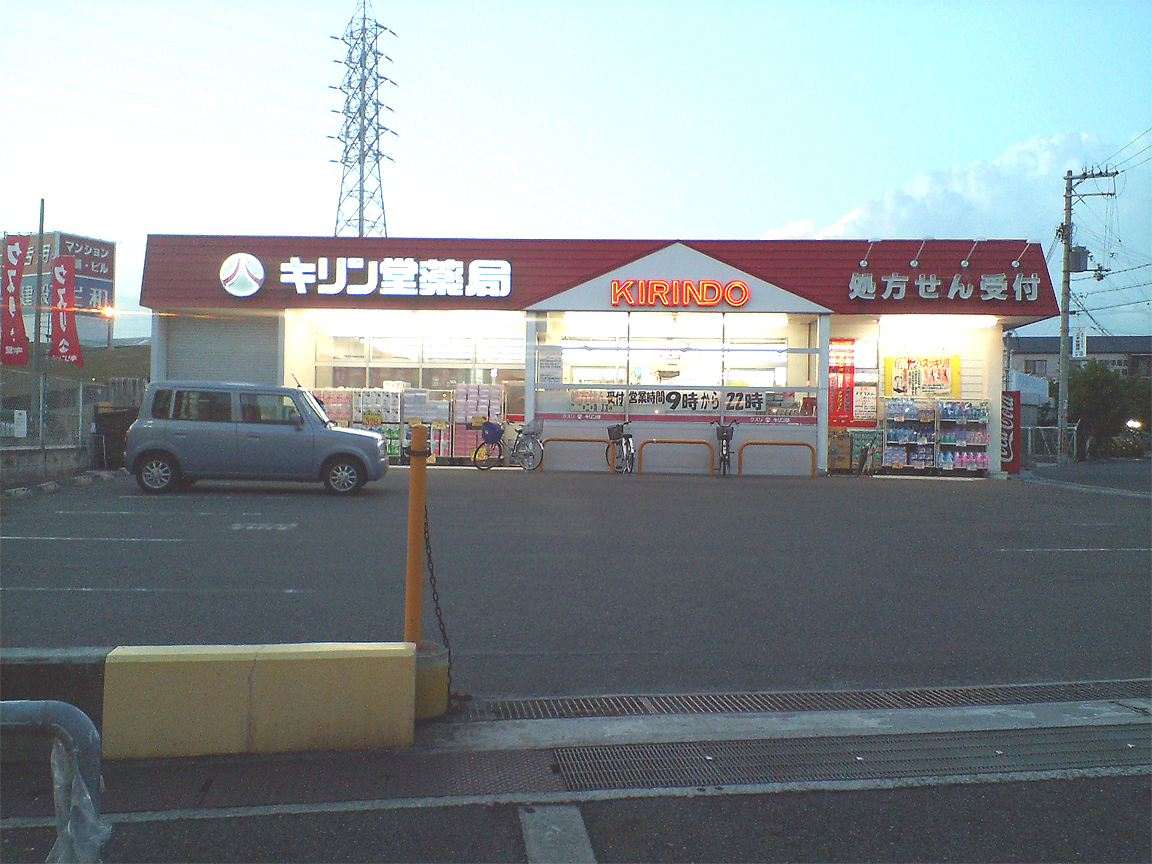
キリン堂 岸和田店（大阪府岸和田市）
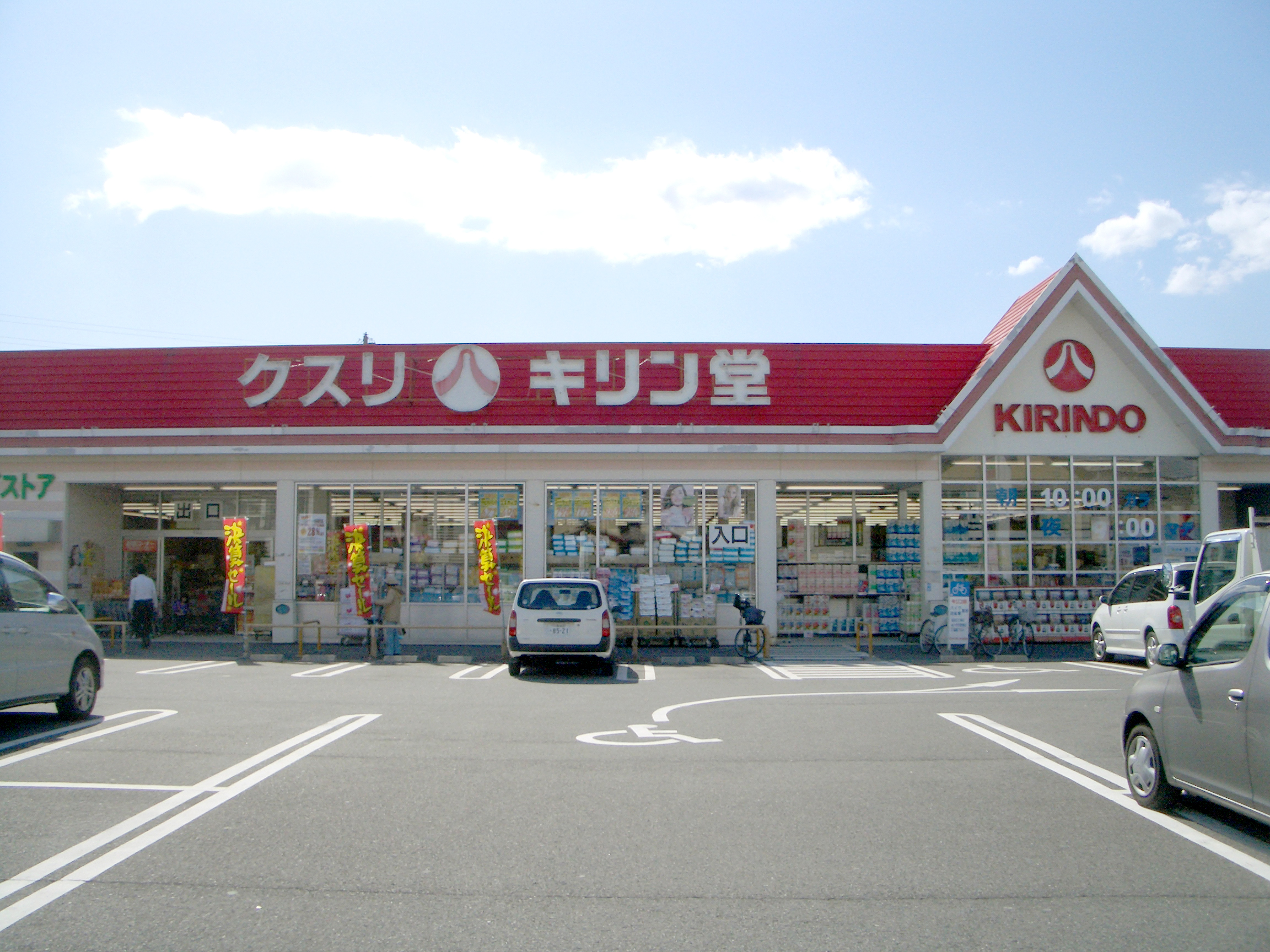
キリン堂 沢良宜店（大阪府茨木市）
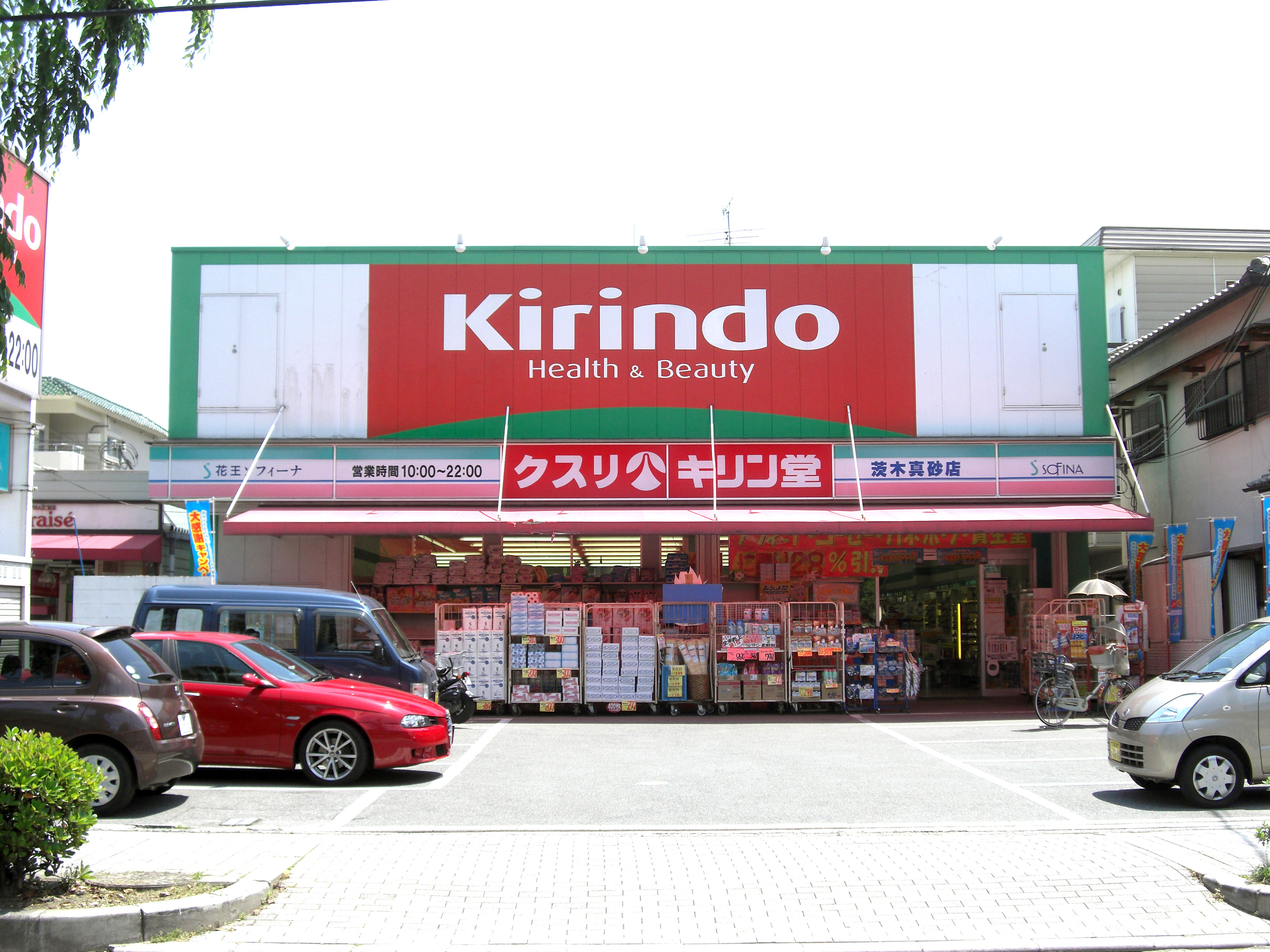
キリン堂 茨木真砂店（大阪府茨木市）

## 関連会社
- 株式会社健美舎
- 株式会社ソシオンヘルスケアマネージメント
- 株式会社キリンドウベスト
- 麒麟堂美健国際貿易（上海）有限公司
- 忠幸麒麟堂（常州）商貿有限公司
- BEAUNET CORPORATION LTD
- 璞優（上海）商貿有限公司

ほか